# Гнилая (приток Запрудной)
Гнилая (в низовье Запрудная) — река в России, протекает по территории Правдинского района Калининградской области. Устье реки находится по левому берегу реки Стоговка. Длина реки — 13 км, площадь водосборного бассейна — 25,2 км². Гнилая протекает через Крестьянский лес.
Правый приток — река Кривая.

## Данные водного реестра
По данным государственного водного реестра России относится к Балтийскому бассейновому округу, водохозяйственный участок реки — Преголя. Относится к речному бассейну реки Неман и рекам бассейна Балтийского моря (российская часть в Калининградской области).
Код объекта в государственном водном реестре — 01010000212104300010374.